# Ne-Yo
Ne-Yo, właściwie Shaffer Chimere Smith (ur. 18 października 1979 w Camden w stanie Arkansas) – amerykański piosenkarz, autor piosenek i kompozytor. Smith jest odpowiedzialny m.in. za hit Mario, „Let Me Love You”. Na początku 2006 roku nagrał w wytwórni Def Jam Records własny album In My Own Words. W marcu uzyskał on z jego singlem So Sick 1. miejsce na w Stanach Zjednoczonych. W maju 2007 Ne-Yo wydał drugą płytę Because of You, w tym celu wydał singiel o takim samym tytule Because of you. Współpracował z Britney Spears nad jej nowym albumem Blackout.
Pod koniec października 2007 roku wziął udział w telewizyjnej gali stacji VH1 – „Hip Hop Honors 2007” oraz w dyskusji stacji MTV – „Black History Month”.
16 września 2008 została wydana kolejna płyta pt. Year of the Gentleman, z której najbardziej znany jest utwór „Closer”.

## Życiorys
Ne-Yo urodził się w Camden, w stanie Arkansas. Jego matka była pochodzenia afroamerykańskiego i chińskiego, a ojciec był Afroamerykaninem. Oboje rodzice byli muzykami. Jako małe dziecko, był wychowywany przez matkę po tym, jak odeszła od męża. W nadziei na lepsze życie, rodzina przeprowadziła się do Las Vegas. W Las Vegas Academy, Smith przyjął przezwisko „GoGo” i dołączył do grupy R&B o nazwie Envy. Kiedy zespół rozpadł się w 2000 roku, Smith zaczął pisać teksty innym artystom zanim zaczął karierę solową.

## Życie prywatne
W 2005 roku, Jessica White, ówczesna dziewczyna Ne-Yo, urodziła chłopca, którego nazwali Chimere. Smith wierzył, że jest to jego syn, jednak później okazało się, że dziecko nie jest jego.
W czerwcu 2010 roku powiedział magazynowi Ebony, że on i jego dziewczyna, Monyetta Shaw, spodziewają się swojego pierwszego dziecka, dziewczynki, której poród wyznaczono na początek 2011 roku. Jednak dziewczynka, której dali na imię Madilyn Grace, urodziła się 12 listopada 2010 roku w Atlancie.
We wrześniu 2011 roku, Ne-Yo ogłosił, że spodziewa się jego drugiego dziecka z Monyettą Shaw. Shaw urodziła synka o imieniu Mason Evan 9 października 2011 roku.

## Dyskografia

### Albumy
| Tytuł                                                        | Najwyższa pozycja | Najwyższa pozycja | Najwyższa pozycja | Najwyższa pozycja | Sprzedaż                    | Certyfikaty                                       |
| Tytuł                                                        | Stany Zjednoczone | Australia         | Wielka Brytania   |                   | Sprzedaż                    | Certyfikaty                                       |
| ------------------------------------------------------------ | ----------------- | ----------------- | ----------------- | ----------------- | --------------------------- | ------------------------------------------------- |
| In My Own Words Data wydania: 28 lutego 2006                 | 1                 | 41                | 14                | 1                 | 150 000 1 400 000 4 000 000 | Wielka Brytania: Złoto Stany Zjednoczone: Platyna |
| Because of You Data wydania: 25 kwietnia 2007                | 1                 | 39                | 6                 | 2                 | 100 000 1 630 000 2 000 000 | Stany Zjednoczone: Platyna                        |
| Year of the Gentleman Data wydania: 16 września 2008         | 2                 | 7                 | 2                 | –                 | bd. 1 200 000 1 000 000     | Stany Zjednoczone: Platyna                        |
| Libra Scale Data wydania: 21 września 2010                   | 9                 | 36                | 11                | –                 | 150 000 1 400 000 4 000 000 | Wielka Brytania: Złoto Stany Zjednoczone: Platyna |
| R.E.D. Data wydania: 6 listopada 2012                        | 4                 | 37                | 17                | –                 | 60 000 264 000              | Wielka Brytania: Srebro                           |
| Non-Fiction Data wydania: 27 stycznia 2015                   | 5                 | 25                | 16                | –                 | 108 601                     |                                                   |
| Good Man Data wydania: 8 czerwca 2018                        | 33                | –                 | –                 | –                 |                             |                                                   |
| Another Kind of Christmas Data wydania: 11 października 2019 | –                 | –                 | –                 | –                 |                             |                                                   |

### Kompilacje
| Tytuł                                               | Najwyższa pozycja | Najwyższa pozycja | Najwyższa pozycja | Najwyższa pozycja |
| --------------------------------------------------- | ----------------- | ----------------- | ----------------- | ----------------- |
| Tytuł                                               | Stany Zjednoczone | Australia         | Wielka Brytania   |                   |
| Ne-Yo: The Collection Data wydania: 2 września 2009 | –                 | –                 | –                 | –                 |

### Single

#### Solowe
| Rok  | Singel                                                    | Najwyższa pozycja | Najwyższa pozycja | Najwyższa pozycja | Najwyższa pozycja | Najwyższa pozycja | Najwyższa pozycja | Najwyższa pozycja | Najwyższa pozycja | Najwyższa pozycja | Najwyższa pozycja | Najwyższa pozycja | Album                                               |
| Rok  | Singel                                                    | Unia Europejska   | Austria           | Szwajcaria        | Australia         | Holandia          | Stany Zjednoczone | Nowa Zelandia     | Wielka Brytania   | Niemcy            | Irlandia          |                   | Album                                               |
| ---- | --------------------------------------------------------- | ----------------- | ----------------- | ----------------- | ----------------- | ----------------- | ----------------- | ----------------- | ----------------- | ----------------- | ----------------- | ----------------- | --------------------------------------------------- |
| 2005 | „Stay” (oraz Peedi Crakk)                                 | –                 | –                 | –                 | –                 | –                 | –                 | –                 | –                 | –                 | –                 | –                 | In My Own Words                                     |
| 2006 | „So Sick”                                                 | 4                 | 21                | 5                 | 4                 | 11                | 1                 | 1                 | 1                 | 11                | 2                 | 3                 | In My Own Words                                     |
| 2006 | „Back Like That” (oraz Ghostface Killah)                  | –                 | –                 | –                 | –                 | –                 | 61                | –                 | 46                | –                 | 48                | –                 | In My Own Words                                     |
| 2006 | „When You’re Mad”                                         | –                 | –                 | –                 | –                 | –                 | 15                | –                 | –                 | –                 | –                 | –                 | In My Own Words                                     |
| 2006 | „Sexy Love”                                               | 24                | –                 | 29                | 14                | 30                | 7                 | 8                 | 5                 | 28                | 7                 | 17                | In My Own Words                                     |
| 2007 | „Because of You”                                          | 19                | 64                | 51                | 23                | 12                | 2                 | 1                 | 4                 | 30                | 9                 | 9                 | Because of You                                      |
| 2007 | „Do You”                                                  | –                 | –                 | –                 | –                 | –                 | 26                | –                 | –                 | –                 | –                 | –                 | Because of You                                      |
| 2007 | „Can We Chill”                                            | –                 | –                 | –                 | –                 | –                 | –                 | –                 | 62                | –                 | –                 | –                 | Because of You                                      |
| 2008 | „Closer”                                                  | 6                 | –                 | –                 | 17                | –                 | 7                 | 5                 | 1                 | 6                 | 3                 | –                 | Year of the Gentelman                               |
| 2008 | „Miss Independent”                                        | 33                | –                 | –                 | 40                | 9                 | 7                 | 4                 | 6                 | –                 | 12                | –                 | Year of the Gentelman                               |
| 2008 | „Mad”                                                     | 60                | –                 | –                 | –                 | –                 | 6                 | 5                 | 19                | –                 | –                 | –                 | Year of the Gentelman                               |
| 2009 | „Part of the List”                                        | –                 | –                 | –                 | –                 | –                 | 70                | –                 | –                 | –                 | –                 | –                 | Year of the Gentelman                               |
| 2009 | „Crazy” (oraz Jay-Z)                                      | –                 | –                 | –                 | –                 | –                 | –                 | –                 | –                 | –                 | –                 | –                 | Ne-Yo: The Collection                               |
| 2009 | „Never Knew I Needed” (oraz Cassandra Steen)              | –                 | –                 | –                 | –                 | –                 | –                 | –                 | –                 | –                 | –                 | –                 | The Princess and The Frog: Original Songs and Score |
| 2009 | „In the Way”                                              | –                 | –                 | –                 | –                 | –                 | –                 | –                 | –                 | –                 | –                 | –                 | Ne-Yo: The Collection                               |
| 2010 | „Beautiful Monster”                                       | –                 | 20                | 15                | 53                | 28                | 53                | 20                | 1                 | 13                | 9                 | –                 | Libra Scale                                         |
| 2010 | „Champagne Life”                                          | –                 | –                 | –                 | –                 | –                 | 73                | –                 | –                 | –                 | –                 | –                 | Libra Scale                                         |
| 2010 | „One in a Million”                                        | –                 | –                 | 52                | 78                | –                 | 87                | –                 | 20                | –                 | –                 | –                 | Libra Scale                                         |
| 2012 | „Think Like a Man” (oraz Jennifer Hudson i Rick Ross)     | –                 | –                 | –                 | –                 | –                 | –                 | –                 | –                 | –                 | –                 | –                 | Think Like a Man                                    |
| 2012 | „Lazy Love”                                               | –                 | –                 | –                 | –                 | –                 | 114               | –                 | –                 | –                 | –                 | –                 | R.E.D                                               |
| 2012 | „Let Me You Love (Until You Learn Yourself)”              | –                 | –                 | 55                | 8                 | 20                | 6                 | 20                | 1                 | 61                | 5                 | –                 | R.E.D                                               |
| 2012 | „Don’t Make Em Like You” (oraz Wiz Khalifa)               | –                 | –                 | –                 | –                 | –                 | –                 | –                 | –                 | –                 | –                 | –                 | R.E.D                                               |
| 2012 | „Forever Now”                                             | –                 | 73                | –                 | 51                | –                 | 107               | –                 | 31                | 64                | –                 | –                 | R.E.D                                               |
| 2013 | „Should Be You”                                           | –                 | –                 | –                 | –                 | –                 | –                 | –                 | –                 | –                 | –                 | –                 | R.E.D                                               |
| 2013 | „Incredible” (oraz Celine Dion)                           | –                 | –                 | –                 | –                 | –                 | –                 | –                 | –                 | –                 | –                 | –                 | Loved Me Back to Life                               |
| 2014 | „Money Can’t Buy” (oraz Young Jeezy)                      | –                 | –                 | –                 | –                 | –                 | –                 | –                 | –                 | –                 | –                 | –                 | Non-Fiction                                         |
| 2014 | „She Knows” (oraz Juicy J)                                | –                 | –                 | –                 | –                 | –                 | 19                | –                 | 28                | –                 | –                 | –                 | Non-Fiction                                         |
| 2014 | „Time of Our Lives” (oraz Pitbull)                        | –                 | 26                | 35                | 12                | 15                | 9                 | 12                | 27                | 22                | 36                | –                 | Non Fiction/Globalization                           |
| 2015 | „Coming with You”                                         | –                 | –                 | –                 | –                 | –                 | –                 | –                 | –                 | –                 | –                 | –                 | Non Fiction                                         |
| 2017 | „Earn Ur Love”                                            | –                 | –                 | –                 | –                 | –                 | –                 | –                 | –                 | –                 | –                 | –                 | –                                                   |
| 2017 | „Another Love Song”                                       | –                 | –                 | –                 | –                 | –                 | –                 | –                 | –                 | –                 | –                 | –                 | –                                                   |
| 2018 | „Good Man”                                                | –                 | –                 | –                 | –                 | –                 | –                 | –                 | –                 | –                 | –                 | –                 | Good Man                                            |
| 2018 | „Push Back” (oraz Bebe Rexha i Stefflon Don)              | –                 | –                 | –                 | –                 | –                 | –                 | –                 | –                 | –                 | –                 | –                 | Good Man                                            |
| 2018 | „Apology”                                                 | –                 | –                 | –                 | –                 | –                 | –                 | –                 | –                 | –                 | –                 | –                 | Good Man                                            |
| 2019 | „Me Quedaré Contigo” (oraz Pitbull i Lenier and El Micha) | –                 | –                 | –                 | –                 | –                 | –                 | –                 | –                 | –                 | –                 | –                 | Libertad 548                                        |

#### Gościnne
| Rok  | Artysta                   | Tytuł                                       |
| ---- | ------------------------- | ------------------------------------------- |
| 2006 | Ghostface Killah          | „Back Like That”                            |
| 2007 | Fabolous                  | „Make Me Better”                            |
| 2007 | Sarah Connor              | „Sexual Healing”                            |
| 2007 | Rihanna                   | „Hate That I Love You'                      |
| 2007 | Plies                     | „Bust It Baby Pt. 2"                        |
| 2008 | Cyssero                   | „Finer Things”                              |
| 2008 | DJ Felli Fel              | „Finer Things (Remix)”                      |
| 2008 | New Kids on the Block     | „Single”                                    |
| 2008 | Jadakiss                  | „By My Side”                                |
| 2008 | The Game                  | „Gentleman’s Affair”                        |
| 2008 | The Game                  | „Camera Phone”                              |
| 2008 | Jamie Foxx                | „She Got Her Own (Miss Independent Part 2)” |
| 2009 | Keri Hilson               | „Knock You Down”                            |
| 2009 | Flo Rida                  | „Be on You”                                 |
| 2009 | 50 Cent                   | „Baby by Me”                                |
| 2009 | Phyllishia                | Sunshine                                    |
| 2010 | Mariah Carey              | „Angels Cry (Remix)”                        |
| 2010 | Nu Jerzey Devil           | Lost 4 Words                                |
| 2010 | Rick Ross                 | Super High                                  |
| 2012 | Calvin Harris             | „Let’s Go”                                  |
| 2012 | Conor Maynard             | „Turn Around”                               |
| 2013 | David Guetta              | „Play Hard”                                 |
| 2015 | Dimitri Vegas & Like Mike | „Higher Place”                              |
| 2015 | Jadakiss                  | „Ain’t Nothin New”                          |
| 2016 | Yunel                     | „Sin Miedo”                                 |
| 2019 | Armin van Buuren          | „Unlove You”                                |

## Wyprodukowane utwory
| Rok  | Tytuł                     | Artysta          | Album                     |
| ---- | ------------------------- | ---------------- | ------------------------- |
| 1999 | Don’t Worry               | Youngstown       | Let’s Roll                |
| 1999 | Lose My Cool              | Youngstown       | Let’s Roll                |
| 1999 | Pedal to the Steel        | Youngstown       | Let’s Roll                |
| 2001 | Away With the Summer Days | Youngstown       | Down for the Get Down     |
| 2001 | Dance Floor, Pt. 2        | Youngstown       | Down for the Get Down     |
| 2001 | Down for the Get Down     | Youngstown       | Down for the Get Down     |
| 2001 | Float Away                | Youngstown       | Down for the Get Down     |
| 2001 | So Tight                  | Youngstown       | Down for the Get Down     |
| 2003 | That Girl                 | Marques Houston  | MH                        |
| 2004 | I’m Sorry                 | Christina Milian | It’s About Time           |
| 2004 | Let Me Love You           | Mario            | Turning Point             |
| 2005 | Kick It Wit You           | Cassidy          | I’m a Hustla              |
| 2005 | So What                   | Dawn Angelique   | Been a While              |
| 2006 | The Letter                | Heather Headley  | In My Mind                |
| 2006 | Y’all Ain’t Nothin’       | Christina Milian | So Amazin'                |
| 2006 | Unfaithful                | Rihanna          | A Girl Like Me            |
| 2006 | So Glad                   | Chris Brown      | Chris Brown’s Journey     |
| 2006 | Make Em’ Clap to This     | Paula DeAnda     | Paula DeAnda              |
| 2006 | Walk Away                 | Paula DeAnda     | Paula DeAnda              |
| 2006 | When It Was Me            | Paula DeAnda     | Paula DeAnda              |
| 2006 | Gallery                   | Mario Vazquez    | Mario Vazquez             |
| 2006 | Irreplaceable             | Beyoncé Knowles  | B’Day                     |
| 2006 | New Shoes                 | Beyoncé          | –                         |
| 2006 | Like This                 | Snoop Dogg       | Tha Blue Carpet Treatment |
| 2006 | Put It in a Letter        | Mic Little       | Mic Little                |
| 2006 | Minority Report           | Jay-Z            | Kingdom Come              |
| 2007 | If                        | Mario            | Go!                       |
| 2007 | What’s It Gonna Be        | Mario            | Go!                       |
| 2007 | Wonderful                 | Marques Houston  | Veteran                   |
| 2007 | Ms. Philadelphia          | Musiq Soulchild  | Luvanmusiq                |
| 2007 | Flaws and All             | Beyoncé          | B’Day                     |
| 2007 | Hate That I Love You      | Rihanna          | Good Girl Gone Bad        |
| 2007 | Good Girl Gone Bad        | Rihanna          | Good Girl Gone Bad        |
| 2007 | Question Existing         | Rihanna          | Good Girl Gone Bad        |
| 2007 | I Get Lonely              | Corbin Bleu      | Another Side              |
| 2007 | Ain’t Nobody Stupid       | Paula Campbell   | I Am Paula Campbell       |
| 2007 | Work in Progress          | Mary Jane Blige  | Growing Pains             |
| 2007 | I’m You                   | Leona Lewis      | Spirit                    |
| 2007 | I Got Nothin’ Left        | Céline Dion      | Taking Chances            |